# گابریله بادورک
گابریله بادورک (آلمانی: Gabriele Badorek؛ زادهٔ ۲۰ سپتامبر ۱۹۵۲) بازیکن هندبال اهل آلمان بود.